# Demadiana simplex
Demadiana simplex és una espècie d'aranya de la família dels àrquids (Arkyidae). És endèmica d'Austràlia. Es troba a Nova Gal·les del Sud, a Victòria, a Austràlia Meridional i al sud de la part d'Austràlia Occidental.
Els mascles mesuren entre 1,82 a 1,91 mm i les femelles, de 2,64 a 3,24 mm.